# Bernard Katz
Sir Bernard Katz (26. března 1911 – 20. dubna 2003) byl britsko-německý biofyzik židovského původu, nositel Nobelovy ceny za fyziologii a lékařství za rok 1970. Téhož roku byl také povýšen do šlechtického stavu. Spolu s ním Nobelovu cenu za práci o neurotransmiterech získali i Julius Axelrod a Ulf von Euler.
Bernard Katz se narodil v Lipsku do židovské rodiny ruského původu. Na tamní univerzitě absolvoval roku 1934 a v roce 1935 uprchl před nacisty do Anglie. Doktorát získal roku 1938 na University College London (UCL), kde ho zpočátku vedl Archibald Vivian Hill. Poté Katz působil v Austrálii a za války bojoval v Tichomoří. Občanství získal roku 1941. Po návratu do Anglie se stal roku 1952 profesorem na UCL. Na odpočinek odešel roku 1978.